# Айбечское сельское поселение
Айбечское се́льское поселе́ние — муниципальное образование в Ибресинском районе Чувашии Российской Федерации.
Административный центр — деревня Айбечи.

## История
Статус и границы сельского поселения установлены Законом Чувашской Республики от 24 ноября 2004 года № 37 «Об установлении границ муниципальных образований Чувашской Республики и наделении их статусом городского, сельского поселения, муниципального района и городского округа».
Планируется, что через Айбечское пройдёт платная автомагистраль М12 «Восток» Москва — Казань — Екатеринбург

## Население
| 2010  | 2012  | 2013  | 2014  | 2015  | 2016  | 2017  |
| ----- | ----- | ----- | ----- | ----- | ----- | ----- |
| 1718  | ↘1675 | ↘1666 | ↘1640 | ↘1625 | ↘1608 | ↘1588 |
| 2018  | 2019  | 2020  | 2021  |       |       |       |
| ↘1573 | ↘1541 | ↘1524 | ↗1527 |       |       |       |

## Состав сельского поселения
| № | Населённый пункт | Тип населённого пункта          | Население |
| - | ---------------- | ------------------------------- | --------- |
| 1 | Айбечи           | деревня, административный центр | ↗896      |
| 2 | Вудоялы          | деревня                         | ↗831      |